# 米勒貝格

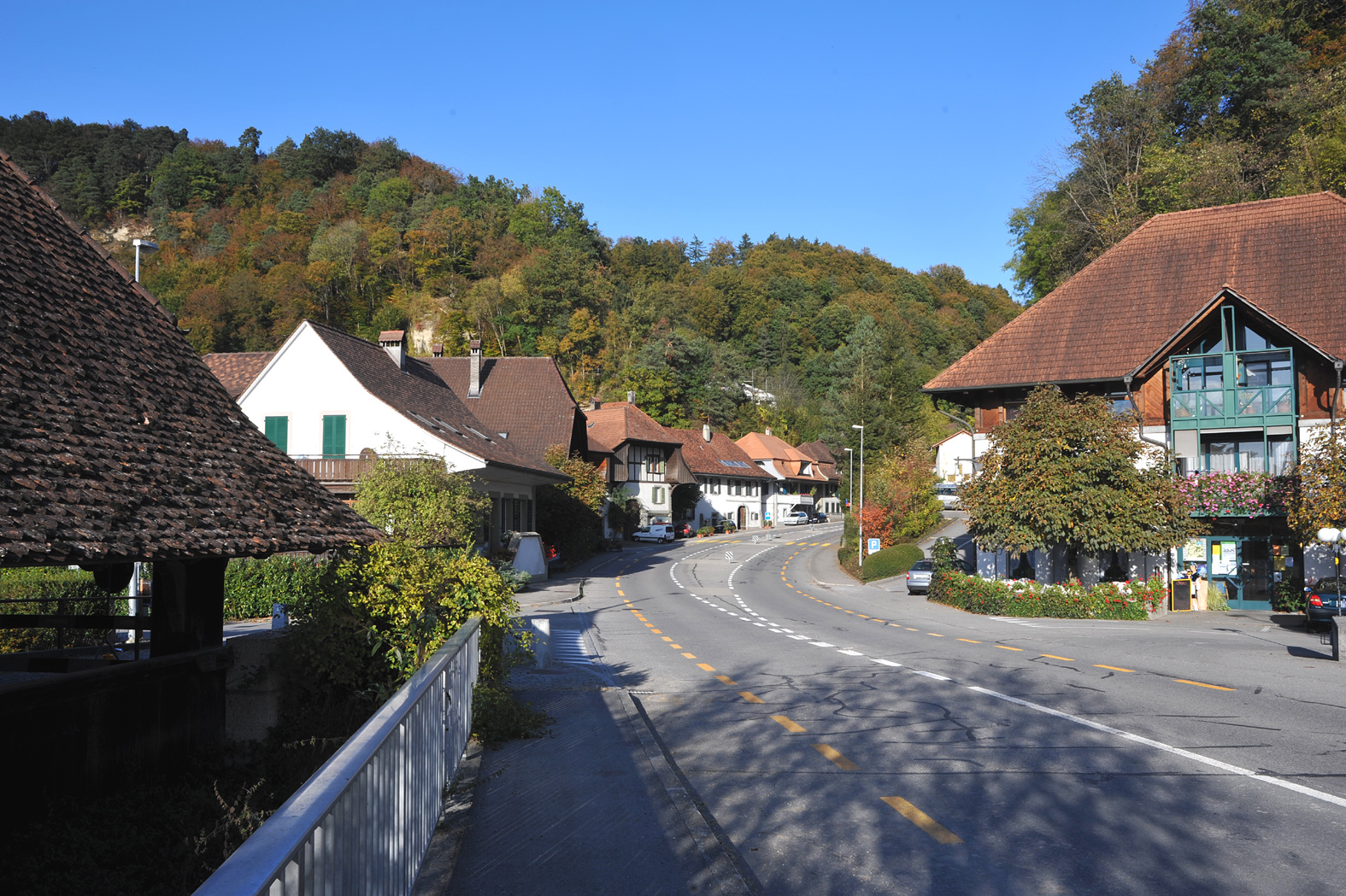

米勒貝格（Mühleberg）是瑞士的城鎮，位於該國中西部，由伯恩州負責管轄，面積26.25平方公里，海拔高度557米，2011年人口2,719，八成人口信奉基督教，人口密度每平方公里104人。